# Annie Proulx
Edna Annie Proulx (Norwich, Connecticut, 22 de agosto de 1935) é uma escritora e jornalista norte-americana, de origem franco-canadense.

## Biografia
Edna concluiu o segundo grau na Deering High School, em Portland, no estado do Maine. Não finalizou sua primeira faculdade, na Colby College, em Waterville, uma vez que acabou se casando com H. Ridgely Bullock em 1955. Desse casamento nasceu sua primeira filha, Sylvia Marion Bullock. O casamento dura pouco e, com a separação, Sylvia fica sob a guarda do pai e só após a morte de Bullock, em 1993, retoma contato com a mãe, Annie.
No final dos anos 60 Proulx casa-se com James Hamilton Lang, no ensejo de dar continuidade a seus estudos, agora na Universidade de Vermont. Do segundo, mas não menos turbulento casamento, nasceu outro filho, Morgan Lang, que veio acompanhado dos filhos adotivos do novo marido, James: Jonathan e Gillis. O segundo casamento termina em um divórcio amigável algum tempo depois.
Annie forma-se em história pela Universidade de Vermont e vai e graduar-se também na Universidade Sir George Williams, em Montreal. Seus estudos abarcam a Renascença, a história do norte canadense e a China. Em 1973 inicia um doutorado, todavia, em 1975 interrompe sua tese por uma crescente inquietação de prosseguir uma carreira acadêmica, angústia essa intensificada pela debilidade de campo de trabalho em sua área de atuação. Dessa forma, Proulx torna-se free-lance de jornalismo. Sob essa condição, passa por sérias dificuldades financeiras, vivendo na área rural de Vermont com um amigo. Posteriormente muda-se para o centro da cidade onde vive até a ano de 1994.
No final dos anos 70 surge uma revista chamada Gray's Sport Journal, que, curiosamente, acaba chamando a sua atenção pela originalidade editorial. Annie passa a escrever pequenas histórias para essa revista, então sua primeira experiência com a ficção. Seu trabalho corrente passa a ser escrever mais ou menos duas histórias por ano. Nessa mesma época cria, com um grupo de amigos, um pequeno jornal em Vershire, Vermont. O “Enquires” (um outro jornal) publica algumas de suas histórias e, após a mudança do editor do jornal, é preconizada a publicação de sua coletânea de contos. Uma nova mudança no editorial do jornal traz John Glusman, que se torna o responsável pela edição do primeiro livro de Annie, Hearth Songs and Other Stories. John passa a incentivá-la a escrever romances, e assim, ela lança em 1992 Postcards. Para escrever esse romance ela faz muita pesquisa de observação, atravessa o estado do Wyoming nessa busca e, apesar de não ser sua primeira passagem pelo estado e possuir um espírito assaz desenraizado, decide se estabelecer ali, onde permanece por um longo período de tempo. Nos anos de 1993 e 1994 faz longas viagens de pesquisa para seu novo romance, Accordion Crimes.
Em 1999, sob um pano de fundo idiossincrático, resultante de outro longo período de viagens pela Europa, Nova Zelândia e Austrália, e lança a coletânea Close Range. Dentre as histórias contidas nesse livro estava Brokeback Mountain, inicialmente lançado na revista The New Yorker, em 1997, e que viria a fazê-la famosa. Alguns anos mais tarde Larry McMurtry e Diana Ossana fazem uma adaptação dessa história para um roteiro de filme que, somente muito tempo depois é materializado pelo diretor Ang Lee. O filme acaba se tornando um enorme sucesso e dá ainda mais notoriedade para Annie e para seu trabalho.
Depois da coletânea Edna lança um romance cômico chamado That Old Ace in the Hole. Seu projeto mais recente veio a convite de um amigo fotógrafo, que pediu a ela a feitura de textos para complementar o trabalho fotográfico denominado O Deserto Vermelho do Wyoming.

## Adaptações de trabalhos
- The Shipping News, adaptado para o filme do diretor Lasse Hallstrom em 2001.
- Brokeback Mountain, filme baseado na história de mesmo nome e contido em sua coletânea Close Range, dirigido e produzido em 2005 por Ang Lee.

## Prêmios
- 1993 . ganha o Prémio PEN/Faulkner de Ficção por Postcards
- 1993 - ganha o Prémio Pulitzer de Ficção por The Shipping News
- 1998 - ganha o Prêmio O. Henry de melhor conto por Brokeback Mountain
- 1999 - ganha novamente o Prêmio O. Henry por The Mud Below